# Fichtenammer

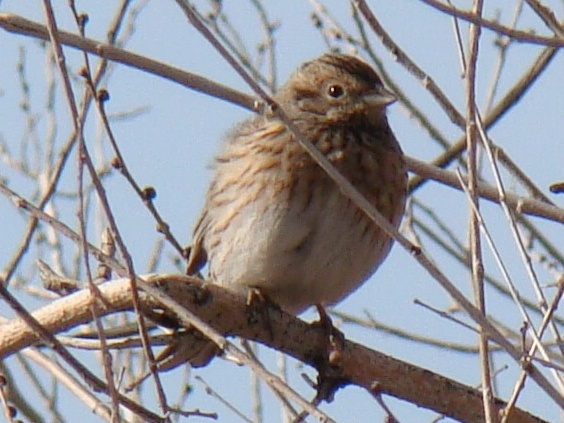
Weibchen der Fichtenammer

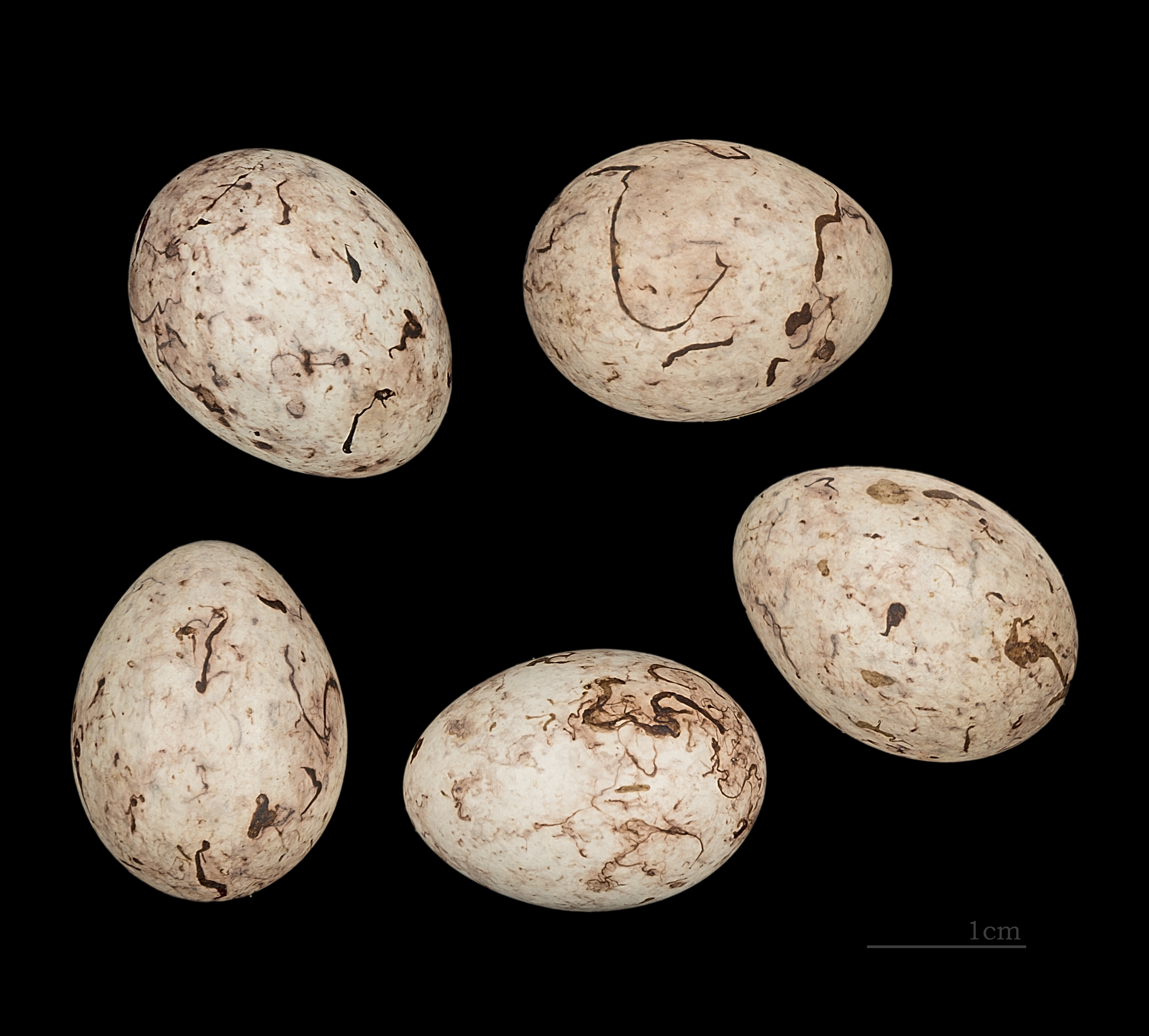
Emberiza leucocephalos

Die Fichtenammer (Emberiza leucocephalos) ist eine Vogelart aus der Familie der Ammern (Emberizidae), die in großen Teilen Asiens östlich des Ural beheimatet und in Europa abseits des Urals nur als Irrgast anzutreffen ist.

## Merkmale
Die Fichtenammer ist die östliche (asiatische) Schwesterart der Goldammer (Emberiza citrinella). Sie ist wie die Goldammer etwa 15–18 cm lang und besitzt die typische Gestalt einer Ammer. Auch ihre Zeichnung entspricht weitgehend der Goldammer, man beachte jedoch, dass Weibchen und Jungvögel einen weißlichen Bauch, eine gräuliche Gesichtszeichnung und eine mehr kastanienbraune Färbung an den Schultern und Bauchstricheln haben als die Goldammer. Auch zeigt sich bei der Fichtenammer ein schmaler weißer Augenring, der bei Goldammern meist gelblich oder beige ist. Einzig bei Männchen im Prachtkleid ist die Unterscheidung einfach, da sie eine typische kastanienbraun-weiße Kopfzeichnung haben.
Da die Fichtenammer eng mit der Goldammer verwandt ist, kann es zu Hybriden kommen, die eine verwirrende Kombination von Merkmalen beider Arten besitzen.

## Stimme
Die Stimme der Fichtenammer entspricht in etwa der Goldammer, als Ruf wird ein „tsipp“ geäußert. Der Gesang besteht wie bei der Goldammer aus 5–8 kurzen, aneinandergereihten Tönen, die zum Ende hin leicht gedehnt klingen.

## Verbreitung und Lebensraum
Die Fichtenammer ist in großen Teilen Asiens östlich des Ural beheimatet. In Europa wird sie gelegentlich als Irrgast nachgewiesen, so gab es beispielsweise in Österreich zwischen 1810 und 2010 12 sichere Nachweise. Die Art wird in Europa fast nur im Herbst und Winter gesichtet, wenn sich Vögel (meist Jungvögel) nach Westen verfliegen. Diese Vögel schließen sich fast immer winterlichen Goldammerntrupps an und sind dort unter Umständen schwer von jungen Goldammern zu unterscheiden.
Bei der Fichtenammer handelt es sich um einen Zugvogel, die Überwinterungsgebiete der Art liegen in Mittel- und Südostasien, lokal auch im Irak und Iran sowie in Israel.
Die Fichtenammer lebt in ähnlichen Lebensräumen wie die Goldammer, also auf Heiden, Feldern und Lichtungen. Sie ist jedoch in einem viel größeren Maß an die Nähe von Wäldern gebunden. Im Winter besuchen sie auch gerne Vogelhäuser und Wildfütterungsstellen.

## Ernährung
Wie die meisten Ammern ernährt sich die Fichtenammer großteils von Samen, Körnern und Pflanzenteilen, nur zur Aufzucht der Jungen wird auch tierische Nahrung (kleine Wirbellose) gefangen.

## Bestand
Angaben zur Größe des Weltbestandes gibt es nicht. Aufgrund des großen Verbreitungsgebietes und des vermutlich stabilen Bestandes wird die Fichtenammer von der IUCN derzeit als ungefährdet („Least Concern“) eingestuft.